# Lista de mulheres nomeadas ao Gabinete dos Estados Unidos
Ao longo de sua história, o Gabinete dos Estados Unidos já possui 31 mulheres nomeadas a diversos de seus cargos. Nenhuma mulher, no entanto, assumiu um cargo no gabinete presidencial estadunidense antes da ratificação da "XIX Emenda" à Constituição dos Estados Unidos, que garantiu o voto feminino em todos os estados do país, em 1920.
Frances Perkins foi a primeira mulher a servir em um gabinete presidencial dos Estados Unidos, tendo sido nomeada Secretária do Trabalho pelo Presidente Franklin Roosevelt. A segunda mulher a integrar o governo federal foi Oveta Culp Hobby ao assumir o Departamento de Saúde, Educação e Bem-Estar em 1953. Em 1979, este departamento foi subdividido nos departamentos de Educação e Saúde e Serviços Humanos. Patricia Roberts Harris, que havia servido como Secretária de Saúde antes do desmembramento do departamento e como Secretária de Habitação em 1977, tornou-se a primeira mulher a liderar a pasta de Saúde e Serviços Humanos em 1979. Harris também foi a primeira Afro-americana a servir numa presidência dos Estados Unidos.
Elizabeth Dole, que havia sido Senadora pela Carolina do Norte, foi a primeira mulher a assumir dois departamentos distintos em duas administrações. Foi indicada por Ronald Reagan ao Departamento dos Transportes em 1983 e foi Secretária do Trabalho durante a presidência de George H. W. Bush. A checo-estadunidense Madeleine Albright tornou-se a primeira mulher nascida no exterior a servir no gabinete presidencial estadunidense quando de sua nomeação como Secretária de Estado em 1997. Em 2005, Condoleezza Rice também seria indicada ao cargo pelo presidente George W. Bush.
Em 2009, Barack Obama nomeou quatro mulheres para seu gabinete presidencial: Janet Napolitano como Secretária de Segurança Interna, Hillary Clinton como Secretária de Estado, Hilda Solis como Secretária do Trabalho e Kathleen Sibelius como Secretária de Saúde e Serviços Humanos. Clinton tornou-se a única ex-Primeira-dama dos Estados Unidos a servir num gabinete de governo, sendo igualmente a terceira mulher na história a liderar o Departamento de Estado. Por sua vez, Napolitano tornou-se a primeira mulher a dirigir o Departamento de Segurança Interna.

## Mulheres no Gabinete dos Estados Unidos
| Secretária             | Secretária             | Posição                                          | Mandato                 | Mandato                | Partido | Partido     | Gabinete               |
| ---------------------- | ---------------------- | ------------------------------------------------ | ----------------------- | ---------------------- | ------- | ----------- | ---------------------- |
| Perkins                | Frances Perkins        | Secretária do Trabalho                           | 4 de março de 1933      | 30 de junho de 1945    |         | Democrata   | Roosevelt (1933–1945)  |
| Carla Anderson Hills   | Carla Anderson Hills   | Secretária de Habitação e Desenvolvimento Urbano | 10 de março de 1975     | 20 de janeiro de 1977  |         | Republicano | Ford (1974–1977)       |
| Juanita M. Kreps       | Juanita M. Kreps       | Secretária de Comércio                           | 23 de janeiro de 1977   | 31 de outubro de 1979  |         | Democrata   | Carter (1977–1981)     |
| Patricia Harris        | Patricia Harris        | Secretária de Saúde                              | 4 de maio de 1980       | 20 de janeiro de 1981  |         | Democrata   | Carter (1977–1981)     |
| Shirley Hufstedler     | Shirley Hufstedler     | Secretária de Educação                           | 30 de novembro de 1979  | 20 de janeiro de 1981  |         | Democrata   | Carter (1977–1981)     |
| Margaret Heckler       | Margaret Heckler       | Secretária de Saúde                              | 30 de janeiro de 1986   | 20 de agosto de 1989   |         | Republicano | Reagan (1981–1989)     |
| Elizabeth Dole         | Elizabeth Dole         | Secretária de Transportes                        | 7 de fevereiro de 1983  | 30 de setembro de 1987 |         | Republicano | Reagan (1981–1989)     |
| Ann McLaughlin         | Ann McLaughlin         | Secretária do Trabalho                           | 14 de dezembro de 1987  | 20 de janeiro de 1989  |         | Republicano | Reagan (1981–1989)     |
| Elizabeth Dole         | Elizabeth Dole         | Secretária do Trabalho                           | 25 de janeiro de 1989   | 23 de novembro de 1990 |         | Republicano | H. W. Bush (1989–1993) |
| Lynn Morley Martin     | Lynn Morley Martin     | Secretária do Trabalho                           | 7 de fevereiro de 1991  | 20 de janeiro de 1993  |         | Republicano | H. W. Bush (1989–1993) |
| Barbara Franklin       | Barbara Franklin       | Secretária de Comércio                           | 27 de fevereiro de 1992 | 20 de janeiro de 1993  |         | Republicano | H. W. Bush (1989–1993) |
| Janet Reno             | Janet Reno             | Procuradora-geral                                | 11 de março de 1993     | 20 de janeiro de 2001  |         | Democrata   | Clinton (1993–2001)    |
| Donna Shalala          | Donna Shalala          | Secretária de Saúde                              | 22 de janeiro de 1993   | 20 de janeiro de 2001  |         | Democrata   | Clinton (1993–2001)    |
| Hazel R. O'Leary       | Hazel R. O'Leary       | Secretária de Energia                            | 22 de janeiro de 1993   | 20 de janeiro de 1997  |         | Democrata   | Clinton (1993–2001)    |
| Madeleine Albright     | Madeleine Albright     | Secretária de Estado                             | 23 de janeiro de 1997   | 20 de janeiro de 2001  |         | Democrata   | Clinton (1993–2001)    |
| Alexis Herman          | Alexis Herman          | Secretária do Trabalho                           | 1 de maio de 1997       | 20 de janeiro de 2001  |         | Democrata   | Clinton (1993–2001)    |
| Condoleezza Rice       | Condoleezza Rice       | Conselheira de Segurança Nacional                | 20 de janeiro de 2001   | 26 de janeiro de 2005  |         | Republicano | Bush (2001–2009)       |
| Condoleezza Rice       | Condoleezza Rice       | Secretária de Estado                             | 26 de janeiro de 2005   | 20 de janeiro de 2009  |         | Republicano | Bush (2001–2009)       |
| Ann Veneman            | Ann Veneman            | Secretária de Agricultura                        | 20 de janeiro de 2001   | 20 de janeiro de 2005  |         | Republicano | Bush (2001–2009)       |
| Elaine Chao            | Elaine Chao            | Secretária do Trabalho                           | 29 de janeiro de 2001   | 20 de janeiro de 2009  |         | Republicano | Bush (2001–2009)       |
| Mary Peters            | Mary Peters            | Secretária de Transportes                        | 17 de outubro de 2006   | 20 de janeiro de 2009  |         | Republicano | Bush (2001–2009)       |
|                        | Margaret Spellings     | Secretária de Educação                           | 20 de janeiro de 2005   | 20 de janeiro de 2009  |         | Republicano | Bush (2001–2009)       |
| Christine Todd Whitman | Christine Todd Whitman | Administradora da Agência de Proteção Ambiental  | 31 de janeiro de 2001   | 27 de junho de 2003    |         | Republicano | Bush (2001–2009)       |
| Hillary Clinton        | Hillary Clinton        | Secretária de Estado                             | 20 de janeiro de 2009   | 1 de fevereiro de 2013 |         | Democrata   | Obama (2009–2017)      |
| Hilda Solis            | Hilda Solis            | Secretária do Trabalho                           | 24 de fevereiro de 2009 | 22 de janeiro de 2013  |         | Democrata   | Obama (2009–2017)      |
| Kathleen Sebelius      | Kathleen Sebelius      | Secretária de Saúde                              | 28 de abril de 2009     | 9 de junho de 2014     |         | Democrata   | Obama (2009–2017)      |
| Janet Napolitano       | Janet Napolitano       | Secretária de Segurança Interna                  | 21 de janeiro de 2009   | 6 de setembro de 2013  |         | Democrata   | Obama (2009–2017)      |
| Elaine Chao            | Elaine Chao            | Secretária de Transportes                        | 31 de janeiro de 2017   | 11 de janeiro de 2021  |         | Republicano | Trump (2017–2021)      |
| Betsy DeVos            | Betsy DeVos            | Secretária de Educação                           | 7 de fevereiro de 2017  | 8 de janeiro de 2021   |         | Republicano | Trump (2017–2021)      |
| Kirstjen Nielsen       | Kirstjen Nielsen       | Secretária de Segurança Interna                  | 6 de dezembro de 2017   | 10 de abril de 2019    |         | Republicano | Trump (2017–2021)      |
| Kamala Harris          | Kamala Harris          | Vice-presidente                                  | 20 de janeiro de 2021   | 20 de janeiro de 2025  |         | Democrata   | Biden (2021–2025)      |
| Janet Yellen           | Janet Yellen           | Secretária do Tesouro                            | 26 de janeiro de 2021   | 20 de janeiro de 2025  |         | Democrata   | Biden (2021–2025)      |
| Jennifer Granholm      | Jennifer Granholm      | Secretária de Energia                            | 25 de fevereiro de 2021 | 20 de janeiro de 2025  |         | Democrata   | Biden (2021–2025)      |
| Gina Raimondo          | Gina Raimondo          | Secretária do Comércio                           | 3 de março de 2021      | 20 de janeiro de 2025  |         | Democrata   | Biden (2021–2025)      |
| Marcia Fudge           | Marcia Fudge           | Secretária de Habitação e Desenvolvimento Urbano | 10 de março de 2021     | 22 de março de 2024    |         | Democrata   | Biden (2021–2025)      |
| Deb Haaland            | Deb Haaland            | Secretária do Interior                           | 16 de março de 2021     | 20 de janeiro de 2025  |         | Democrata   | Biden (2021–2025)      |
| Kristi Noem            | Kristi Noem            | Secretária de Segurança Interna                  | 25 de janeiro de 2025   | Incumbente             |         | Republicano | Trump II (2025–)       |
| Pam Bondi              | Pam Bondi              | Procuradora-geral                                | 5 de fevereiro de 2025  | Incumbente             |         | Republicano | Trump II (2025–)       |
| Brooke Rollins         | Brooke Rollins         | Secretária de Agricultura                        | 13 de fevereiro de 2025 | Incumbente             |         | Republicano | Trump II (2025–)       |
| Linda McMahon          | Linda McMahon          | Secretária de Educação                           | 3 de março de 2025      | Incumbente             |         | Republicano | Trump II (2025–)       |
| Lori Chavez-DeRemer    | Lori Chavez-DeRemer    | Secretária do Trabalho                           | 11 de março de 2025     | Incumbente             |         | Republicano | Trump II (2025–)       |